# Oxycharis lutosa
Oxycharis lutosa är en fjärilsart som beskrevs av Edward Meyrick 1939. Oxycharis lutosa ingår i släktet Oxycharis och familjen praktmalar, Oecophoridae. Inga underarter finns listade i Catalogue of Life.